# Congresso Internacional Software Livre e Governo Eletrônico
O CONSEGI (Congresso Internacional Software Livre e Governo Eletrônico) é um evento anual realizado pelo Governo Federal do Brasil. Organizado pelo SERPRO, teve sua primeira edição em 2008 no Centro de Convenções da CNTC em Brasília, e a partir de 2009 na ESAF. Reunindo milhares de profissionais de órgãos públicos e privados, políticos, cientistas, educadores e estudantes para vários dias de palestras, workshops, cursos, mesas redondas e outros eventos sobre software livre, governo eletrônico e assuntos relacionados.
Em seu primeiro ano ocorreu a Declaração CONSEGI (CONSEGI Declaration), uma declaração conjunta de representantes da África do Sul, Brasil, Cuba, Equador, Paraguai e Venezuela registrando seu desapontamento sobre os apelos de vários de seus organismos nacionais de ISO/IEC terem sido ignorados pelos painéis de corpos técnicos do ISO e IEC na Padronização do Office Open XML, e os critica pela sua "inabilidade de seguir suas próprias regras". Como consequência, os assinantes declararam que iriam reavaliar a credibilidade do ISO/IEC, e que não iriam mais considerar que padrões ISO sejam automaticamente válidos para uso governamental.

## Temas
| Ano  | Tema                                             |
| ---- | ------------------------------------------------ |
| 2008 | "Tecnologia livre a serviço da sociedade"        |
| 2009 | "O Compartilhamento Promove o Desenvolvimento"   |
| 2010 | "Computação em Nuvem"                            |
| 2011 | "Dados Abertos para a Democracia na Era Digital" |
| 2012 | "Mobilidade Digital"                             |
| 2013 | "Portabilidade, Colaboração e Integração"        |